# Rezerwat przyrody „Małaja Sośwa”
Rezerwat przyrody „Małaja Sośwa” (ros. Государственный природный заповедник «Малая Сосьва») – ścisły rezerwat przyrody (zapowiednik) w Chanty-Mansyjskim Okręgu Autonomicznym – Jugra w Rosji. Znajduje się w rejonach sowieckim i bieriozowskim Jego obszar wynosi 2255,62 km², a strefa ochronna 1600,25 km². Rezerwat został utworzony decyzją rządu Rosyjskiej Federacyjnej Socjalistycznej Republiki Radzieckiej z dnia 17 lutego 1976 roku. Dyrekcja rezerwatu znajduje się w miejscowości Sowietskij.

## Opis
Rezerwat położony jest w północno-zachodniej części Niziny Zachodniosyberyjskiej, w dolinie rzeki Małaja Sośwa. Istnieje tu dużo małych rzek i jezior. Sporą część rezerwatu zajmują bagna. Teren charakteryzuje się znacznym wcięciem dolin rzecznych. Równiny przeplatają się tu ze wzgórzami. Najwyższe wzniesienie ma 154 m n.p.m.
Klimat jest kontynentalny. Średnia roczna temperatura powietrza wynosi -2,4 °C.

## Flora
Tajga zajmuje 84% powierzchni rezerwatu. Rośnie tu głównie sosna zwyczajna i świerk syberyjski (przeważnie w dolinach rzek). Mniej powszechna jest sosna syberyjska i jodła syberyjska. Jeszcze rzadziej występuje modrzew syberyjski. Na terenach bagiennych (15% powierzchni rezerwatu) rośnie brzoza omszona i brzoza brodawkowata. 
Występuje tu 417 gatunków roślin naczyniowych, 183 gatunki porostów, 148 gatunków mchów.

## Fauna
W rezerwacie występują 2 gatunki płazów, 1 gatunek gadów, 214 gatunków ptaków, 41 gatunków ssaków i 17 gatunków ryb.
Wśród ssaków pospolite są sobole tajgowe, rosomaki tundrowe, gronostaje europejskie, łasice pospolite, łasice syberyjskie, renifery tundrowe, burunduki syberyjskie, piżmaki amerykańskie, wydry europejskie, łosie euroazjatyckie, jelenie szlachetne, niedźwiedzie brunatne, lisy rude, wilki szare. Rzadziej spotyka się lisa polarnego i rysia euroazjatyckiego. Szczególnie chroniony w rezerwacie jest bóbr uralski, podgatunek bobra europejskiego.
Na terenie rezerwatu spotyka się takie rzadkie ptaki jak np.: bielik, rybołów, puchacz zwyczajny, puchacz śnieżny, orzeł przedni, sokół wędrowny, łabędź czarnodzioby.
W pobliżu zbiorników wodnych żyją dwa gatunki płazów – kątoząb syberyjski i żaba moczarowa. Jedynym przedstawicielem gadów jest jaszczurka żyworodna.